# Zespół Szkół Lauder-Morasha
Zespół Szkół Lauder-Morasha w Warszawie – pierwszy żydowski zespół szkół w Polsce, powstały po 1989 roku. W jego skład wchodzą szkoła podstawowa i przedszkole, przez pewien czas funkcjonowało także gimnazjum; w 2020 ofertę poszerzono o liceum.
Szkoła ma siedzibę przy ul. Wawelberga 10 w Warszawie.

## Opis
Pierwsza placówka zespołu szkół – przedszkole – została powołana przez Fundację Ronalda S. Laudera w 1989 roku w tzw. Białym Budynku mieszczącym się nieopodal Synagogi Nożyków w Warszawie. Szkoła podstawowa powstała w 1994 roku i mieściła się w wynajętym prywatnym domu w Wilanowie. Od 1999 roku szkoły Lauder-Morasha funkcjonują w obecnym budynku na warszawskiej Woli zaprojektowanym przez Henryka Stifelmana. Obiekt ten przed II wojną światową służył jako żydowski dom starców. Na potrzeby szkoły został odremontowany przez Fundację Ronalda S. Laudera. W 2020 roku zdecydowano się uruchomić w ZSLM liceum ogólnokształcące, którego patronką ustanowiono Zuzannę Ginczankę.
Pierwszym dyrektorem szkół Lauder-Morasha była Helise E. Lieberman, w 2006 roku zastąpił ją rabin Maciej Pawlak.
Szkoły Lauder-Morasha posiadają status szkoły prywatnej na prawach szkoły publicznej. Prócz przedmiotów typowych dla szkół publicznych naucza się tu tradycji i historii żydowskiej, języka hebrajskiego, uczniowie obchodzą żydowskie święta, ale na zasadzie dowolnego udziału. Wśród uczniów są zarówno dzieci żydowskie, jak i nieżydowskie. Obecnie w zespole szkół uczy się ok. 300 uczniów.
Szkoła jest częścią systemu kilkunastu żydowskich szkół fundacji prowadzonych w krajach Europy Środkowej.